# Den capitolinske ulvinde
Den capitolinske ulvinde (Italiensk: Lupa Capitolina) er en bronzeskulptur af en hunulv, som to menneskespædbørn dier fra, inspireret af legenden om Roms grundlæggelse. Den capitolinske ulv er siden 1471 blevet opbevaret i Musei Capitolini i Rom.
Der er usikkerhed om skulpturens alder og oprindelse. Det mentes længe at den var et etruskisk værk fra 5. århundrede f.Kr., hvor tvillingerne blev tilføjet i slutningen af det 15. århundrede e.Kr. af skulptøren Antonio Pollaiolo. Kulstof 14- termoluminescensdatering har dog placeret skulpturens oprindelse mellem 1021 og 1153.

## Yderligere læsning
- Lombardi, G. (2002). "A petrographic study of the casting core of the Lupa Capitolina". Archaeometry. 44 (4): 601ff. (X-ray diffractometry, thermal analyses, chemistry and thin sections identify the casting site in the lower Tiber valley.)
- Carcopino, J. (1925). La louve du capitole (fransk). Paris: Les Belles Lettres. OL 16519753M. (This paper initiated modern research into the sculpture's history.)